# Liste der Naturdenkmale in Mündersbach
Die Liste der Naturdenkmale in Mündersbach nennt die im Gemeindegebiet von Mündersbach ausgewiesenen Naturdenkmale (Stand 13. Juni 2024).

## Ehemalige Naturdenkmale
| Nr. | Bezeichnung   | Lage                                                      | Beschreibung                                                                                                | Bild            |
| --- | ------------- | --------------------------------------------------------- | --- | --------------- |
|     | Sieben-Buchen | nordwestlich des Ortes; Abteilung Ober dem Stockhahn Lage | Fagus sylvatica, sieben Bäume; Rechtsverordnung vor 2009 aufgehoben, gefällt und durch Neupflanzung ersetzt | Fotos hochladen |